# Xederra squamiger
Xederra squamiger är en insektsart som beskrevs av Kjell Ernst Viktor Ander 1938. Xederra squamiger ingår i släktet Xederra och familjen vårtbitare. Inga underarter finns listade i Catalogue of Life.